# Dufaux 4
Die Dufaux 4 ist ein einsitziges Flugzeug der französisch-schweizerischen Luftfahrtpioniere Henri und Armand Dufaux.

## Aufbau und Entwicklung
Die Dufaux 4 wurde von den Gebrüdern Henri und Armand Dufaux als Doppeldecker konzipiert und bot Platz für den Piloten. Sie unterschied sich nur wenig von vergleichbaren Konstruktionen – zwei Tragflächen, dreieckiger Rumpfquerschnitt – aus den Pionierjahren der Motorluftfahrt. Es handelte sich um ein Experimentalflugzeug und eine Weiterentwicklung des namenlos gebliebenen Modells 2 mit acht Flügeln und einem von den Brüdern gebauten Dreidecker (Modell 3).
Der Doppeldecker wurde ab Mitte September 1909 innerhalb weniger Wochen konstruiert. Die Brüder hofften, mit ihrer Konstruktion das vom Automobil Club der Schweiz (ACS) ausgelobte Preisgeld von 1'000 Schweizer Franken für das erste in der Schweiz gebaute Flugzeug zu gewinnen, das einen geschlossenen Kreis von einem Kilometer Durchmesser fliegen konnte.
Der am 5. Oktober 1909 bestellte Dreizylinder-Anzani-Flugmotor von Typ «Traversée de la Manche» wurde im November angeliefert. Für die Teilnahme am Wettbewerb des ACS war dies zu spät. Anfang Dezember begannen die Brüder in der Umgebung von Corsier bei Genf mit den Testflügen. Die Maschine hob zwar kurz vom Boden ab, flog aber nur wenige Meter weit. Die Dufaux’ vermuteten, dass die Startstrecke zu kurz bemessen war und verlegten ihre Flugversuche auf eine grössere Wiese bei Viry. Am 16. Dezember 1909 setzten sie die Testflüge fort, und es gelangen ihnen am Nachmittag des gleichen Tags erste erfolgreiche Flüge. Der nächste Tag brachte wiederholt Probleme beim Abheben: Nachdem Henri Dufaux der Start gelungen war, brachte er das Flugzeug in ungefähr 15 Metern Flughöhe zum Überziehen und berührte mit dem linken Flügel den Boden. Den Absturz überstand er zwar unverletzt, aber die Tragflügel und der Propeller waren schwer beschädigt; der Motor hingegen konnte weiterverwendet werden. Die Brüder setzten die Maschine umgehend instand, um sie anlässlich des Flugmeetings in Colombier vom 9. bis 11. Januar 1910 vorzuführen. Starten konnten sie wegen des schlechten Wetters zwar nicht, erhielten aber erste Aufträge für den nun als Dufaux 4 bezeichneten Doppeldecker. Im Juni und Juli 1910 gelangen Armand und Henri Dufaux erfolgreiche Flüge über 8, am 10. Juli über 23 Kilometer, gekrönt von einem 31-minütigen Flug am 12. Juli 1910.

## Verwendung
Ende 1909 hatten die Automobilpioniere Perrot Duval zur Förderung der Luftfahrtentwicklung ein Preisgeld von seinerzeit stattlichen 5'000 Schweizer Franken ausgeschrieben.

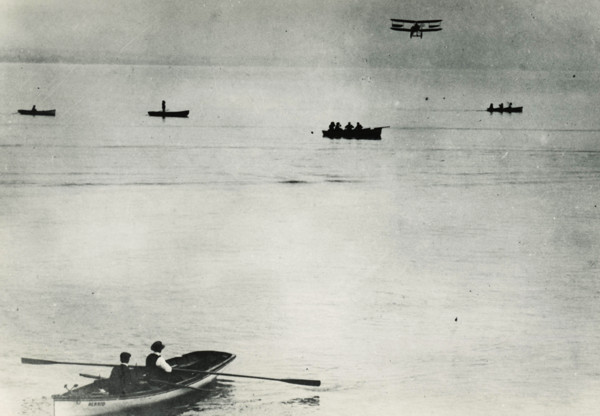
Die «Dufaux 4» am 28. August 1910 über dem Genfersee

Am 28. August 1910 startete Armand um 5 Uhr 45 bei Noville/St. Gingolph und flog unweit des Südufers in etwa 50 Metern Flughöhe über den Genfersee nach Genf – die rund 66 Kilometer lange Flugstrecke bewältigte er in 56 Minuten und 5 Sekunden. Armand Dufaux hatte mit dieser Pionierleistung den bislang weltweit längsten Flug über offenes Wasser gewagt und gewann das ausgelobte Preisgeld des Perrot Duval-Preises für die Überquerung des Genfersees auf seiner gesamten Länge.
In den Monaten nach dem Rekordflug vom 28. August 1910 unternahmen die Brüder Dufaux zahlreiche weitere Flüge und beteiligten sich mit anderen Flugpionieren – unter anderem mit Pierre Emile Taddéoli (1879–1920), Flugboot-Pionier und bis 1920 Chefpilot der späteren Ad Astra Aero – an Flugmeetings, die sie bis in die USA führten.
Das Schweizer Militär hatte bereits im Mai 1910 die Verwendung der Dufaux 4 abgelehnt, da sie den Verantwortlichen für eine militärische Verwendung ungeeignet erschien. Den verbesserten Doppeldecker Dufaux 5 führte Ernest Failloubaz (1892–1919) – mit 19 Jahren damals der jüngste Pilot der Schweiz – vom 4. bis 6. September 1911 der schweizerischen Armee vor, indem er mit seinem Freund Gustave Lecoultre als Beobachter an den Manövern des 1. Armeekorps Aufklärungseinsätze flog. Trotz einer Bruchlandung am letzten Tag des dreitägigen Einsatzes markieren diese Flüge den Beginn der schweizerischen Militärluftfahrt.

## Technische Daten

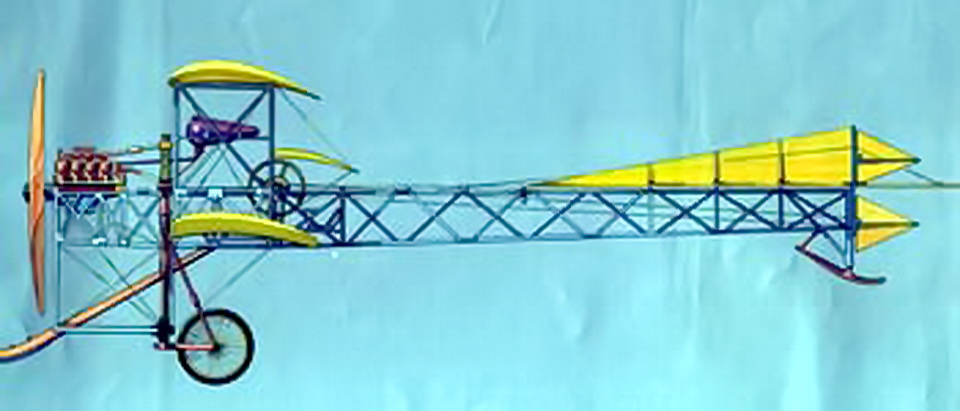
Dufaux 4

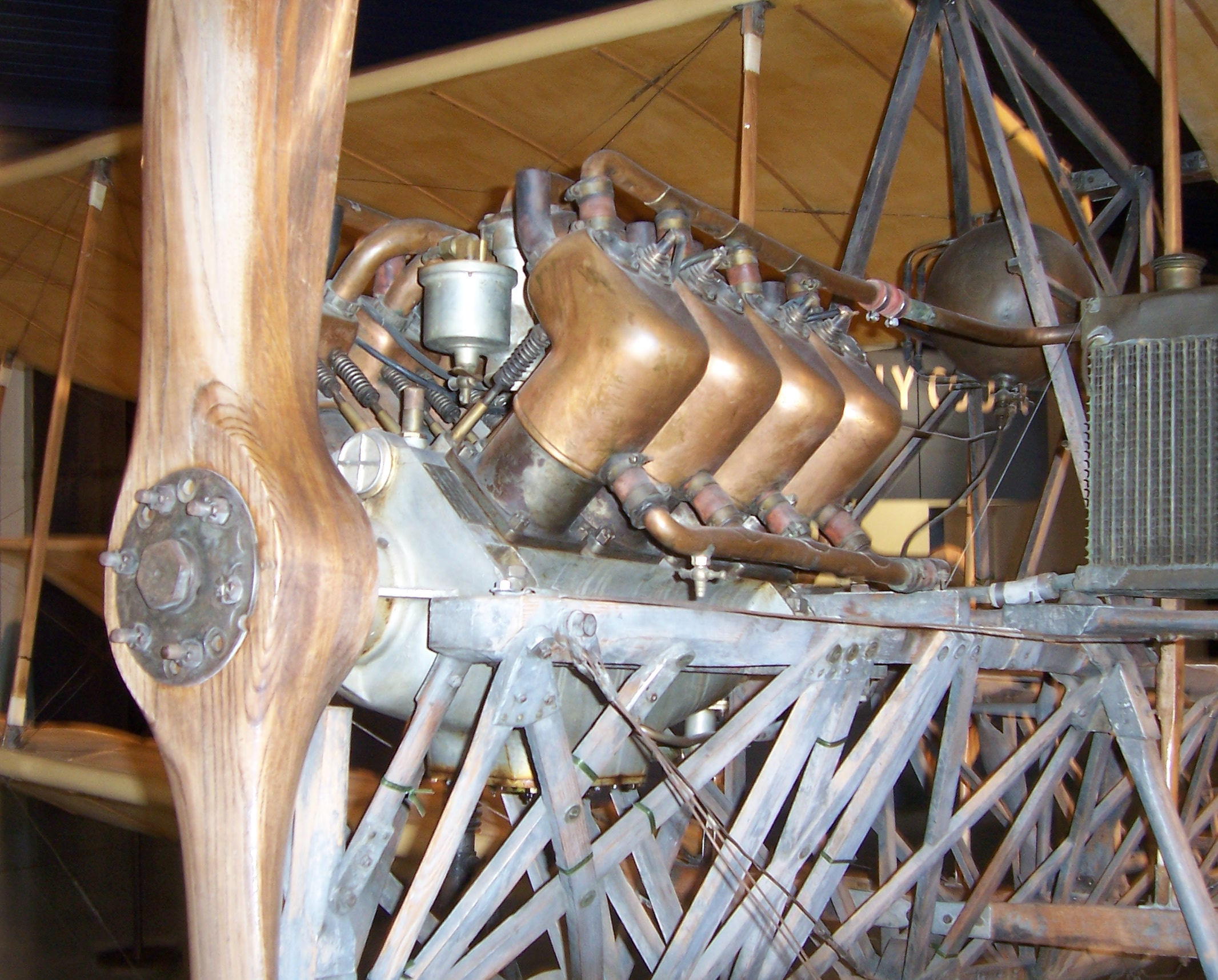
Ein Motor der Dufaux 4

| Kenngrösse            | Daten                                           |
| --------------------- | ----------------------------------------------- |
| Besatzung             | 1 Pilot                                         |
| Länge                 | 9,5 m                                           |
| Höhe                  | 2,7 m                                           |
| Spannweite            | 8,5 m                                           |
| Flügelfläche          | 24,0 m²                                         |
| Leermasse             | 180 kg                                          |
| max. Startmasse       | 320 kg                                          |
| Antrieb               | ein Anzani-Motor mit 19 kW (25 PS) bei 1400/min |
| Startgeschwindigkeit  | 42 km/h                                         |
| Höchstgeschwindigkeit | 60 km/h                                         |
| Dienstgipfelhöhe      | 500 m                                           |

## Varianten

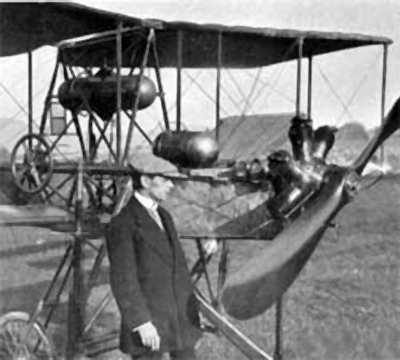
Emile Taddéoli und seine Dufaux 4, 1910

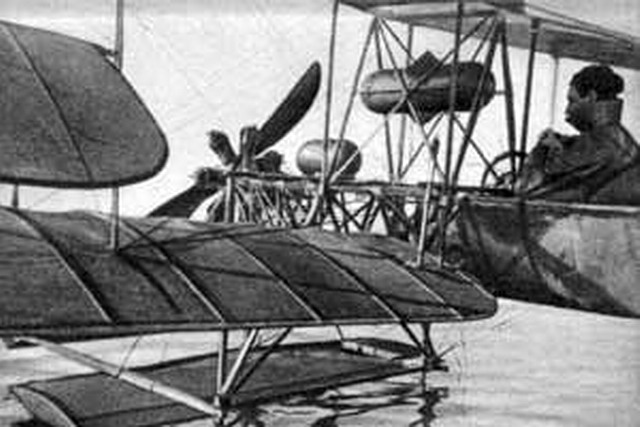
Armand Dufaux im Dufaux-4-Wasserflugzeug, Dezember 1910

Ebenfalls auf dem Genfersee erfolgte im Dezember 1910 die Erprobung einer Dufaux 4(M) als Wasserflugzeug mit einem zentralen, zur Flugrichtung querstehenden Schwimmer. Die Dufaux 4 wurde nebst dem Anzani-Motor mit Flugmotoren von Gnôme et Rhône und mit dem 8-Zylinder-V-Motor Antoinette ENV ausgerüstet; letztere Version ist im Verkehrshaus der Schweiz in Luzern zu besichtigen. Die Anzahl insgesamt hergestellter Maschinen bedarf der Klärung, dürfte aber zusammen mit der Dufaux 5 mindestens 15 Flugzeuge betragen haben.

## Die Dufaux 4 heute
Am 28. August 2010 sollte die fliegerische Pioniertat von Armand Dufaux wiederholt und der Genfersee vom Schweizer Astronauten Claude Nicollier entlang der historischen Strecke von 1910 überflogen werden. Die Arbeitsgruppe «Faux Dufaux» baute zum 100. Jubiläum des Flugs die im Verkehrshaus ausgestellte Dufaux 4, das älteste erhaltene Schweizer Flugzeug, nach. Am Projekt mit einem Kostenrahmen von 4,7 Mio. Schweizer Franken beteiligten sich insgesamt rund 3'000 Helfer – Privatpersonen, Lehrbeauftragte, Lehrlinge und Studenten – von ETH Lausanne, Westschweizer Berufs- und Fachhochschulen.
Das Schweizer Bundesamt für Zivilluftfahrt (BAZL) verweigerte die Zulassung der Replika und verlangte die Neukonstruktion wesentlicher Teile. Nicollier gab im September 2011 an, seine guten Beziehungen zum BAZL nutzen zu wollen, um dem Dufaux-Nachbau doch noch zum Start zu verhelfen. Auch eine Zulassung in Frankreich war in Erwägung gezogen worden. 2015 war der Neubau in Luzern neben dem Original zu sehen. 2018 wurden Verbesserungen am Rotationsmotor getestet.